# طحا بوش
قرية طحا بوش هي إحدى القرى التابعة لمركز ناصر في محافظة بني سويف في جمهورية مصر العربية. حسب إحصاءات سنة 2006، بلغ إجمالي السكان في طحا بوش 13222 نسمة، منهم 6812 رجل و6410 امرأة.